# Сліди на дорозі
«Сліди на дорозі» — перша художня книга українського письменника, блогера та військового Валерія Маркуса (раніше відомого під прізвищем Ананьєв), частина подій якої відбувається на Донбасі під час російсько-української війни. Книга стала однією з найпопулярніших в Україні 2019 року. Продалась тиражем 55 тисяч копій до кінця 2022 року. Номінант премії "Книга року" (2019).

## Історія
Писати окремі розповіді Валерій почав на другому році війни, перебуваючи на фронті. Через зовнішні чинники регулярно писати не було можливості, тому усе мало вигляд окремих нарисів.
На початку 2016 року, ще перебуваючи на службі, була спроба почати писати вже саму книгу. Але на той момент травми, отримані під час війни, спровокували фізичні та психологічні ускладнення, через які робота припинилась на півроку.
У червні 2017 року вирушив у тримісячну пішу прощу до Атлантичного океану, після завершення якої, Валерій повернувся до України і за декілька місяців завершив роботу над книгою.
У березні 2018 року рукопис був готовий і Валерій почав зустрічатися із видавництвами, які мали бажання видати його книгу, в тому числі з «Фоліо». Умови, які пропонували українські видавництва Валерія не влаштовували, тому він вирішив видавати книгу самотужки. Заручившись підтримкою кількох друзів, за півроку, у серпні 2018 року, книга «Сліди на дорозі» побачила світ. За перші кілька тижнів увесь перший 5-тисячний наклад було розпродано.
Книга «Сліди на дорозі» стала бестселером. На кінець 2020 року продано 36 000 примірників.
2019 року книга стала номінантом премії «Книжка року».
Книга містить інтерактивну частину, яку автор почав фільмувати 2014 року. Відео на кшталт того, як протитанковий гранатомет влучає у бойову машину Маркуса, пов'язувались із текстом книги. Так, фото- та відеоматеріали реальних подій трансформувались у сотню qr-кодів, які можна подивитись через смартфон.
На вересень 2020 року, як повідомляє автор, було продано майже 30 тис. примірників.
На вересень 2021 року, за словами автора, було вже продано більше 50 тисяч примірників і продано права на продаж в інших країнах, зокрема в Швеції.

## Презентації
У вересні 2018 року Валерій Маркус вирушив у презентаційний тур Україною, відвідавши Харків, Дніпро, Запоріжжя, Миколаїв, Херсон, Одесу, Вінницю, Івано-Франківськ та Львів. У Києві відбулася найбільша презентація, на яку прийшло близько 600 людей. Пізніше Валерій провів кілька презентаційних турів за кордоном, виступивши в Канаді, Німеччині та Австрії.

## Критика
На книгу написано кілька ґрунтовних відгуків. Український письменник та перекладач Сергій Сингаївський у розборі пише: 
Я хотів би, щоб «Сліди на дорозі» було висунуто на Шевченківську премію, бо книжка абсолютно Шевченкова за своїм духом… Не маю сумніву, що читач уважний і не байдужий буде на останній сторінці роману Маркуса кращою людиною, ніж на першій сторінці.
Критик Ярина Чорногуз відзначає:
Книга залишає по собі приємний післясмак мотивації й насолоди від того, як легко й водночас можна сприймати життя у вкрай складних для життя умовах.
Деякі представники української літературної сфери, зокрема, письменники Андрій Кокотюха та Антон Санченко, звинувачували Маркуса у тому, що цифри накладів книги є неправдивими. У відповідь на критику, Маркус опублікував документи з друкарні про відвантаження 27 500 примірників книги станом на 14 вересня 2020 року, а також продемонстрував виписку банку з надходженнями за продажі книги. Також Валерій запросив Андрія Кокотюху на публічну розмову, щоби той міг обґрунтувати свої слова. Але зустрічі не відбулося, позаяк Кокотюха заявив, що не хоче нічого пояснювати.